# Прудников, Павел Иванович
Па́вел Ива́нович Пру́дников (бел. Павел Іванавіч Пруднікаў, 14 июля 1911, деревня Старый Дедин Климовичского повета Могилёвской губернии — 16 марта 2000, Минск) — белорусский советский поэт, прозаик. Заслуженный работник культуры Республики Беларусь (1992).
Двоюродный брат поэта Алеся Прудникова.

## Ранние годы и первые шаги в литературной деятельности
Павел Прудников родился в многодетной крестьянской семье. На время его детства пришлись Первая мировая война (1914—1918), установление новой, коммунистической, власти в государстве и гражданская война, а также Советско-польская война 1919—1921 годов. Благодаря географическому положению деревни Старый Дедин, она оказалась вне театров боевых действий, но в 1918—1920 фактически находилась в прифронтовом положении. Это привело к тому, что соседние школы постоянно закрывались, и Павлу пришлось долго ждать постоянное место учёбы. Только в 1930 году он окончил семилетнюю школу в соседней деревне Милославичи.
В 1924 году, начав изучать литературу, впервые проявил стремление к литературному творчеству и написал стихотворение «Тропинка». Как раз в это время развернулся процесс белорусизации в БССР. Это способствовало тому, что Павел с самого начала писал произведения на белорусском языке. С 1926 года он и его двоюродный брат Алесь Прудников сочиняли стихи и стали школьными поэтами. Параллельно был деткором, юнкором, селькором разных газет. Так, например, когда был найден клад старинных монет в деревне Старый Дедин, он с Алесем написал про это репортаж в газету «Беларуская вёска».

## Жизнь и творчество в 1930-е гг
В начале 1930-х годах ему пришлось часто менять место работы. После окончания школы он отправился в Донбасс, там работал шахтёром, металлургом, но скоро вернулся в Белоруссию; затем — в Могилёве, на строительстве фабрики по производству шёлка (стройки первой пятилетки). Вместе с двоюродным братом Алесем Прудниковым жил в Минске, а работал грузчиком на железнодорожной станции «Минск-товарная». Несколько раз пробовал себя актёром в театральной группе, но каждый раз бросал. В 1931—1932 годы работал в Белорусском радиоцентре, корреспондентом различных газет.
Летом 1930 года в республиканской газете «Пионер Беларуси» было напечатано стихотворение Павла Прудникова «На вакацыі». Это событие он и считал началом своей профессиональной литературной деятельности. В 1930 в газете «Чырвоная змена» было напечатано несколько его стихотворений, которые легли в основу его будущей первой книги «Песни грузчиков» (бел. «Песні грузчыкаў», 1932, в соавторстве с Я. Субочем). В 1931 году написал первую поэму — «Пикет за пикетом». В 1930-е годы он печатался под псевдонимом Павлюк Буравей (чтобы не путаться с Алесем Прудниковым). Работая в Минске, познакомился со многими белорусскими писателями и поэтами того времени, в том числе с Янкой Купалой, Якубом Коласом, Михасем Чаротом, Платоном Головачом и другими. Позже воспоминания о них легли в основу книги «Далёкое, но не забытое» (бел. «Далёкае, але не забытае», 1988) и не только.
В 1932 году был принят на творческое отделение литфака Минского Высшего педагогического института, но скоро оставил его.
В 1932 году поехал в Ленинград, где поступил в Ленинградский институт иностранных языков, а с 1933 стал студентом Ленинградского пединститута имени Покровского (Бубнова). В Ленинграде установил связи с белорусской секцией Ленинградского отделения Союза советских писателей СССР. По предложению профессора пединститута К. А. Пушкаревича (по совместительству — учёного секретаря Института славяноведения Академии наук СССР) после окончания ВУЗа в 1937 году был послан учиться в аспирантуру Академии наук изучать славянские языки, но так и не успел приступить к учёбе, так как 11 августа был арестован.

## В ГУЛАГе и первые годы после освобождения
Павел Прудников несколько месяцев содержался в ленинградских «Крестах». Был приговорён к восьми годам ссылки. Первоначально был этапирован в Бурятскую АССР. В заключении работал на строительстве железных дорог, на строительстве шинного завода в Омске и горно-металлургического комбината в Норильске, грузчиком в речном порту Енисейска (Красноярский край).
После окончания тюремного заключения (август 1945 года) работал токарем вагонного депо Норильской железной дороги, потом директором библиотеки Норильского горно-металлургического техникума.
После возвращения в родные места (1946 год) работал в средних школах Смоленщины (г. Рославль, Рославльский и Ершичский районы). Здесь познакомился со своей будущей женой Анной. Но долго задерживаться на одном месте не удавалось, так как существовала угроза быть арестованным повторно, поэтому Павел с семьёй вынужден был уехать со Смоленщины. В это время в семье родились две дочери: Ольга и Нина.
В 1952 году они остановились на Браславщине в деревне Слободка. В первое время семья оказалась в трудном материальном положении. Павел устроился на работу учителем русского языка, литературы и истории в местной школе, а его жена Анна — учительницей младших классов.
В январе 1956 года был реабилитирован.
Начал снова печататься с 1959 года, таким образом, полноценно вернувшись к литературной деятельности. Это событие поэт рассматривал как своё второе рождение, поэтому когда в 1968 года вышел его второй сборник стихотворений, он назвал его «Время моего рождения» (бел. «Час майго нараджэння»):
Двойчы мне давялося на свет нараджацца,

Захапляцца, любіць і спяваць;

Двойчы мне давялося дрыжэць, хвалявацца —

Па-юнацку жыццё абдымаць.

## Позднее творчество
В 1968—1969 гг. Павел Прудников и его семья переехали в Минск. В 1968—1971 гг. работал старшим редактором журнала «Служба быта Беларуси».
С 1971 года — на пенсии, что дало ему больше времени заниматься литературной деятельностью и этот период стал наиболее плодотворным в его творчестве. С 1971 г. — член Союза писателей Беларуси. В 1970—1980-х гг. он выпускает ряд сборников стихотворений, среди которых наиболее значительным является сборник избранных произведений «Моя магистраль» (бел. «Мая магістраль», 1981). Стихи пронизаны темами родной Могилёвщины, красоты Браславщины, впечатлениями от путешествий в Чехословакию, на Кавказ.
Дважды, в середине 1970-х и в конце 1980-х гг., Павел Прудников посещал места своего заключения, в результате чего в 1975 был написан ряд стихотворений, а в 1989 г. — рассказ «По знакомым жгучим тропам» (бел. «Па знаёмых пякучых сцежках»). В 1987 году выходит книга для детей школьного возраста «Зарница» (бел. «Заранка»). В 1988 году вышла книга воспоминаний «Далёкое, но не забытое» (бел. «Далёкае, але не забытае»), где автор описывает личные встречи со многими белорусскими литераторами, начиная от Янки Купалы, Якуба Коласа, Змитера Жилуновича (Тишки Гартного), писателя и первого главы правительства Белорусской ССР, и заканчивая Аркадием Кулешовым и Иваном Мележем.

## Тема сталинских репрессий в творчестве
С наступлением Перестройки в СССР появилась возможность открыто писать и на тему сталинских репрессий. Ещё с 1950-х гг., со времён оттепели, Павел Прудников вынашивал замысел написать про события, свидетелем которых он был, и начал делать первые записи. Но соответствующая возможность появилась только через тридцать лет. Первым произведением такого типа стала поэма «Таймыр», составленная в 1975—1987 гг. (опубликована в журнале «Полымя» в 1988 г.).
В 1993 году вышла книга «За колючей проволокой» (бел. «За калючым дротам»), за которую автор позднее получил премию Федерации профсоюзов Беларуси. Она была составлена из двух повестей: «Ежовые рукавицы» и «Северный ад» (бел. «Яжовыя рукавіцы» і «Паўночнае пекла») — самых крупных произведений автора. Повести носят автобиографический характер: главным героем является Михась Остёрский, прототипом судьбы которого стала судьба автора. Первая рассказывает про мучения главного героя в ленинградских «Крестах»; во второй рассказывается про то, как Михась отбывал срок заключения в Сибири.
В 1996 году в своём последнем сборнике стихов «Пороша» (бел. «Пароша») Павел Прудников поместил поэму «Каждый второй» (бел. «Кожны другі»), также посвящённую жертвам сталинских репрессий.

## Последние годы жизни и неосуществлённые планы
В последние годы жизни Павел Прудников был сильно болен, из-за чего утратил возможность самостоятельно записывать новые произведения. Тем не менее, он не останавливал творческую деятельность, диктуя новые стихотворения под запись своим близким.
В 1998 году к Павлу Прудникову обратился белорусский писатель Леонид Моряков, который собирает данные о репрессированных в годы сталинского режима. Павел Прудников надиктовал свои воспоминания о дяде Леонида — Валерии Морякове, который был арестован и расстрелян в 1937 году.
В планах писателя было также опубликовать повесть «Опала» (бел. «Апала») — продолжение повестей «Ежовые рукавицы» и «Ад» — и поэму «Изгой» (бел. «Ізгой»), в которых рассказывалось про мытарства бывшего заключённого уже после выхода на свободу. Фактически в этих произведениях автор хотел рассказать про свои скитания второй половины 1940-х — начала 1950-х гг. Но издание произведения так и не было осуществлено. Также он хотел издать книгу «Незажившие раны» (бел. «Незагойныя раны») о принудительной коллективизации в белорусской деревне в 1930-е гг. Неопубликованными остались множество стихотворений, поэма, посвящённая чернобыльской трагедии, другие воспоминания об известных деятелях белорусской культуры. Также в планах писателя было издание сборника избранных произведений под названием «Отзвук» (бел. «Водгулле»). Но будучи больным, он не успел осуществить этот замысел.
Похоронен на кладбище «Колодищи» под Минском.

## Значение творчества
Павел Прудников создал произведения как в стихотворной, так и в прозаической форме: стихи, поэмы, повести, воспоминания, стихотворения для детей. Творчество отразило сложную судьбу автора. В нём переплелись и восславление советского общества и его достижений, и показ обратной стороны советской системы — репрессий, — и философское размышление о жизни, и воспевание красоты природы и родной земли.
Произведения 1930-х гг. отмечены следами того времени. Основной их лейтмотив — прославление ударного труда, трудового энтузиазма, им свойственна патетика воззваний, лозунговость. Явно чувствуется влияние творчества Владимира Маяковского, особенно в плане построения стиха. В более позднем возрасте в его творчестве значительное место начинают занимать размышления о жизни, которые часто переплетены с воспеванием красоты родной земли и осмыслением её прошлого. Павел Прудников стал одним из первых белорусских поэтов, который посвятил свои стихотворения красоте Браславского края.
Значителен в творчестве Павла Прудникова ряд произведений, посвящённых сталинским репрессиям. Особенностью творчества поэта является то, что он воплотил рассказ про это в стихотворной форме (поэмы «Таймыр», «Каждый второй», подборка стихотворений «Балючая памяць»). В повестях и поэмах автор описал события, свидетелем которым был сам.
Опыт общения с литераторами разных эпох продолжительностью в полстолетия был воплощён в сборнике воспоминаний «Далёкое, но не забытое» (Мн., 1988). Значительная часть книги отведена воспоминаниям про молодых белорусских поэтов и писателей 1930-х гг., многие из которых погибли на войне либо во время большого террора в СССР: Змитрока Астапенко, Алеся Дударя, Михася Зарецкого, Тодора Кляшторного и других.
Стихи Павла Прудникова часто отличались простотой содержания и ритмико-интонационным звучанием, но это же послужило причиной для указания автору, что его произведения недостаточно глубоко раскрывают суть освещённых проблем, не представляют собой ничего особенного, новаторского, указывали на последствия тридцатилетнего перерыва в творчестве. Такие оценки творчества Павла Прудникова содержатся в письмах редакторов издательств, которые высылали их с отказом на издание очередного сборника стихотворений или рассказов. Не в последнюю очередь именно поэтому такое количество произведений, о которых было сказано выше, осталось неизданным. Такого же рода критика (в плане поверхностности описываемого материала) содержалась и в первоначальных рецензиях на книгу воспоминаний «Далёкое, но не забытое».
На стихи Павла Прудникова «Першамайская» («Первомайская») и «У паходы» («В походы») написал песни белорусский советский композитор Юрий Семеняко.

## Материалы в архивах и музеях
Документы, посвящённые жизни и творчеству Павла Прудникова, можно найти в Белорусском государственном архиве-музее литературы и искусства (ф. 332). Экспозиции, посвящённые писателю, содержатся в Климовичском краеведческом музее и Браславском историко-краеведческом музее. Они полезны для исследования творчества и биографии этого автора, поскольку на данный момент издано ещё слишком мало критических материалов. Наибольший вклад в это дело внесли белорусские писатели и журналисты Алесь Мартинович и Леонид Моряков (их статьи приводятся в списке литературы).

## Награды и звания
- 3 апреля 1992 года согласно Указу Президиума Верховного Совета Беларуси № 1568-XII удостоен звания «Заслуженный работник культуры Республики Беларусь»[2].
- В 1995 году Павел Прудников за книгу «За колючей проволокой» был награждён премией Федерации профсоюзов Беларуси.

## Произведения
- Песні грузчыкаў: Вершы. — Минск, 1932. (в соавторстве с Я. Субачём)
- Час майго нараджэння. Вершы. — Минск: Беларусь, 1968. — 112 с.
- Далёкае і блізкае // Вытокі песні. Аўтабіяграфіі беларускіх пісьменнікаў. — Минск: Маст. літ., 1973. — 336 с., іл.
- Прысады: Вершы. — Минск: Маст. літ., 1979. — 80 с., іл.
- Мая магістраль: Выбранае. Вершы, успаміны. — Минск: Маст. літ., 1981. — 239 с., 1 л. партр.
- Заасцёр’е: Вершы, паэма. — Минск: Маст. літ., 1986. — 126 с., іл.
- Заранка: Вершы: Для сярэд. шк. узросту / Маст. М. Д. Рыжы. — Минск: Юнацтва, 1987. — 71 с., іл.
- Далёкае, але не забытае: Успаміны. — Минск: Маст. літ., 1988. — 175 с.
- Познія ягады: Вершы, паэмы. — Минск: Маст. літ., 1990. — 158 с.
- Крыніцы: Выбранае: Вершы і паэмы / Прадм. А. Марціновіча. — Минск: Маст. літ., 1991. — 334 с., іл.
- Па знаёмых пякучых сцежках // Правда истории: память и боль / Сост. Н. М. Жилинский. — Минск: Беларусь, 1991. — 432 с., [4] л., илл.
- За калючым дротам: Аповесці. — Минск: Маст. літ., 1993. — 272 с.
- Пароша: Вершы. Паэма-аповесць. — Минск: Маст. літ., 1996. — 142 с., іл.